# M
M, m (gọi là e-mờ hoặc em-mờ hoặc mờ nếu đọc theo bảng chữ cái tiếng việt)
Chữ M là âm mũi dùng hai môi nhập lại và có nguồn gốc từ chữ mu của tiếng Hy Lạp. Chữ mem của tiếng Xê-mít cũng có thể là nguồn gốc của M.
- Trong bảng mã ASCII dùng ở máy tính, chữ M hoa có giá trị 77 và chữ m thường có giá trị 109.
- Trong hệ đo lường quốc tế:
  - M được dùng cho tiền tố mêga – hay 106.
  - m được dùng cho tiền tố mili – hay 1/1000.
  - m cũng là ký hiệu của mét.
- Trong hóa sinh học, M là biểu tượng cho methionine.
- Trong mô hình màu CMYK, M đại diện cho màu hồng sẫm.
- Trong tin học, M được dùng cho tiền tố mêga và có giá trị là 220.
- Trong biểu diễn số dưới dạng số La mã, M có giá trị là 1000.
- M được dùng để đại diện cho các hệ thống Métro (xe điện hay xe lửa ngầm) của các thành phố như Paris, Montréal...
- Theo mã số xe quốc tế, M được dùng cho Malta.
- M được gọi là Mike trong bảng chữ cái âm học NATO.
- Trong bảng chữ cái Hy Lạp, M tương đương với Μ và m tương đương với μ.
- Trong bảng chữ cái Cyrill, M tương đương với М và m tương đương với м.
- Kích cỡ quần áo Medium có nghĩa là trung bình viết tắt là M

| Bảng chữ cái Latinh                                                                         | Bảng chữ cái Latinh       | Bảng chữ cái Latinh       | Bảng chữ cái Latinh       | Bảng chữ cái Latinh       | Bảng chữ cái Latinh       | Bảng chữ cái Latinh       | Bảng chữ cái Latinh       | Bảng chữ cái Latinh       | Bảng chữ cái Latinh       | Bảng chữ cái Latinh       | Bảng chữ cái Latinh       | Bảng chữ cái Latinh       | Bảng chữ cái Latinh       | Bảng chữ cái Latinh       | Bảng chữ cái Latinh       | Bảng chữ cái Latinh       | Bảng chữ cái Latinh       | Bảng chữ cái Latinh       | Bảng chữ cái Latinh       | Bảng chữ cái Latinh       | Bảng chữ cái Latinh       | Bảng chữ cái Latinh       | Bảng chữ cái Latinh       | Bảng chữ cái Latinh       | Bảng chữ cái Latinh       | Bảng chữ cái Latinh       | Bảng chữ cái Latinh       | Bảng chữ cái Latinh       | Bảng chữ cái Latinh       | Bảng chữ cái Latinh       | Bảng chữ cái Latinh       | Bảng chữ cái Latinh       |
| Bảng chữ cái chữ Quốc ngữ                                                                   | Bảng chữ cái chữ Quốc ngữ | Bảng chữ cái chữ Quốc ngữ | Bảng chữ cái chữ Quốc ngữ | Bảng chữ cái chữ Quốc ngữ | Bảng chữ cái chữ Quốc ngữ | Bảng chữ cái chữ Quốc ngữ | Bảng chữ cái chữ Quốc ngữ | Bảng chữ cái chữ Quốc ngữ | Bảng chữ cái chữ Quốc ngữ | Bảng chữ cái chữ Quốc ngữ | Bảng chữ cái chữ Quốc ngữ | Bảng chữ cái chữ Quốc ngữ | Bảng chữ cái chữ Quốc ngữ | Bảng chữ cái chữ Quốc ngữ | Bảng chữ cái chữ Quốc ngữ | Bảng chữ cái chữ Quốc ngữ | Bảng chữ cái chữ Quốc ngữ | Bảng chữ cái chữ Quốc ngữ | Bảng chữ cái chữ Quốc ngữ | Bảng chữ cái chữ Quốc ngữ | Bảng chữ cái chữ Quốc ngữ | Bảng chữ cái chữ Quốc ngữ | Bảng chữ cái chữ Quốc ngữ | Bảng chữ cái chữ Quốc ngữ | Bảng chữ cái chữ Quốc ngữ | Bảng chữ cái chữ Quốc ngữ | Bảng chữ cái chữ Quốc ngữ | Bảng chữ cái chữ Quốc ngữ | Bảng chữ cái chữ Quốc ngữ | Bảng chữ cái chữ Quốc ngữ | Bảng chữ cái chữ Quốc ngữ | Bảng chữ cái chữ Quốc ngữ |
| ------------------------------------------------------------------------------------------- | ------------------------- | ------------------------- | ------------------------- | ------------------------- | ------------------------- | ------------------------- | ------------------------- | ------------------------- | ------------------------- | ------------------------- | ------------------------- | ------------------------- | ------------------------- | ------------------------- | ------------------------- | ------------------------- | ------------------------- | ------------------------- | ------------------------- | ------------------------- | ------------------------- | ------------------------- | ------------------------- | ------------------------- | ------------------------- | ------------------------- | ------------------------- | ------------------------- | ------------------------- | ------------------------- | ------------------------- | ------------------------- |
| Aa                                                                                          | Ăă                        | Ââ                        | Bb                        | Cc                        | Dd                        | Đđ                        | Ee                        | Êê                        |                           | Gg                        | Hh                        | Ii                        |                           | Kk                        | Ll                        | Mm                        | Nn                        | Oo                        | Ôô                        | Ơơ                        | Pp                        | Qq                        | Rr                        | Ss                        | Tt                        | Uu                        | Ưư                        | Vv                        |                           | Xx                        | Yy                        |                           |
| Bảng chữ cái Latinh cơ bản của ISO                                                          |                           |                           |                           |                           |                           |                           |                           |                           |                           |                           |                           |                           |                           |                           |                           |                           |                           |                           |                           |                           |                           |                           |                           |                           |                           |                           |                           |                           |                           |                           |                           |                           |
| Aa                                                                                          |                           |                           | Bb                        | Cc                        | Dd                        |                           | Ee                        |                           | Ff                        | Gg                        | Hh                        | Ii                        | Jj                        | Kk                        | Ll                        | Mm                        | Nn                        | Oo                        |                           |                           | Pp                        | Qq                        | Rr                        | Ss                        | Tt                        | Uu                        |                           | Vv                        | Ww                        | Xx                        | Yy                        | Zz                        |
| Chữ M với các dấu phụ                                                                       |                           |                           |                           |                           |                           |                           |                           |                           |                           |                           |                           |                           |                           |                           |                           |                           |                           |                           |                           |                           |                           |                           |                           |                           |                           |                           |                           |                           |                           |                           |                           |                           |
| Ḿḿ                                                                                          | Ṁṁ                        | Ṃṃ                        | ᵯ                         | ᶆ                         | Ɱɱ                        |                           |                           |                           |                           |                           |                           |                           |                           |                           |                           |                           |                           |                           |                           |                           |                           |                           |                           |                           |                           |                           |                           |                           |                           |                           |                           |                           |
| Ghép hai chữ cái                                                                            |                           |                           |                           |                           |                           |                           |                           |                           |                           |                           |                           |                           |                           |                           |                           |                           |                           |                           |                           |                           |                           |                           |                           |                           |                           |                           |                           |                           |                           |                           |                           |                           |
| Ma                                                                                          | Mă                        | Mâ                        | Mb                        | Mc                        | Md                        | Mđ                        | Me                        | Mê                        | Mf                        | Mg                        | Mh                        | Mi                        | Mj                        | Mk                        | Ml                        | Mm                        | Mn                        | Mo                        | Mô                        | Mơ                        | Mp                        | Mq                        | Mr                        | Ms                        | Mt                        | Mu                        | Mư                        | Mv                        | Mw                        | Mx                        | My                        | Mz                        |
| MA                                                                                          | MĂ                        | MÂ                        | MB                        | MC                        | MD                        | MĐ                        | ME                        | MÊ                        | MF                        | MG                        | MH                        | MI                        | MJ                        | MK                        | ML                        | MM                        | MN                        | MO                        | MÔ                        | MƠ                        | MP                        | MQ                        | MR                        | MS                        | MT                        | MU                        | MƯ                        | MV                        | MW                        | MX                        | MY                        | MZ                        |
| aM                                                                                          | ăM                        | âM                        | bM                        | cM                        | dM                        | đM                        | eM                        | êM                        | fM                        | gM                        | hM                        | iM                        | jM                        | kM                        | lM                        | mM                        | nM                        | oM                        | ôM                        | ơM                        | pM                        | qM                        | rM                        | sM                        | tM                        | uM                        | ưM                        | vM                        | wM                        | xM                        | yM                        | zM                        |
| AM                                                                                          | ĂM                        | ÂM                        | BM                        | CM                        | DM                        | ĐM                        | EM                        | ÊM                        | FM                        | GM                        | HM                        | IM                        | JM                        | KM                        | LM                        | MM                        | NM                        | OM                        | ÔM                        | ƠM                        | PM                        | QM                        | RM                        | SM                        | TM                        | UM                        | ƯM                        | VM                        | WM                        | XM                        | YM                        | ZM                        |
| Ghép chữ M với số hoặc số với chữ M                                                         |                           |                           |                           |                           |                           |                           |                           |                           |                           |                           |                           |                           |                           |                           |                           |                           |                           |                           |                           |                           |                           |                           |                           |                           |                           |                           |                           |                           |                           |                           |                           |                           |
|                                                                                             |                           |                           |                           | M0                        | M1                        | M2                        | M3                        | M4                        | M5                        | M6                        | M7                        | M8                        | M9                        |                           |                           |                           |                           |                           | 0M                        | 1M                        | 2M                        | 3M                        | 4M                        | 5M                        | 6M                        | 7M                        | 8M                        | 9M                        |                           |                           |                           |                           |
| Xem thêm                                                                                    |                           |                           |                           |                           |                           |                           |                           |                           |                           |                           |                           |                           |                           |                           |                           |                           |                           |                           |                           |                           |                           |                           |                           |                           |                           |                           |                           |                           |                           |                           |                           |                           |
| Biến thể Chữ số Cổ tự học Danh sách các chữ cái Dấu câu Dấu phụ ISO/IEC 646 Lịch sử Unicode |                           |                           |                           |                           |                           |                           |                           |                           |                           |                           |                           |                           |                           |                           |                           |                           |                           |                           |                           |                           |                           |                           |                           |                           |                           |                           |                           |                           |                           |                           |                           |                           |

{{thể loại Commons|